# فيرفيو (أوريغون)
فيرفيو (بالإنجليزية: FairView)‏ هي مدينة في مقاطعة مولتنوماه في ولاية أوريغون التي تقع في الولايات المتحدة. اعتبارا من تعداد 2010، كان عدد سكان المدينة 8،920 نسمة.